# Csetény
Csetény è un comune dell'Ungheria di 2.000 abitanti (dati 2007). È situato nella contea di Veszprém.